# Dhanagadi
Dhanagadi (en népalais : धनगढी) est un comité de développement villageois du Népal situé dans le district de Saptari. Au recensement de 2011, il comptait 5 201 habitants.